# جراند بريكس دي إسبيرجوس 2013
جراند بريكس دي إسبيرجوس 2013 (بالفرنسية: Grand Prix d'Isbergues 2013)‏  هو سباق دراجات هوائية، وهو الموسم رقم 67 من السباق، وأقيم في 22 سبتمبر 2013، وهو أحد سباقات طواف أوروبا للدراجات 2013، وهو من نوع سباق يوم واحد.
فاز فيه بالمركز الأول ارنو ديمار، وبالمركز الثاني جون ديجينكولب، وبالمركز الثالث جيمبي دراكر.

## الفائزون
| الترتيب | الفائز        |
| ------- | ------------- |
| الفائز  | ارنو ديمار    |
| الثاني  | جون ديجينكولب |
| الثالث  | جيمبي دراكر   |